# Casuarinaceae

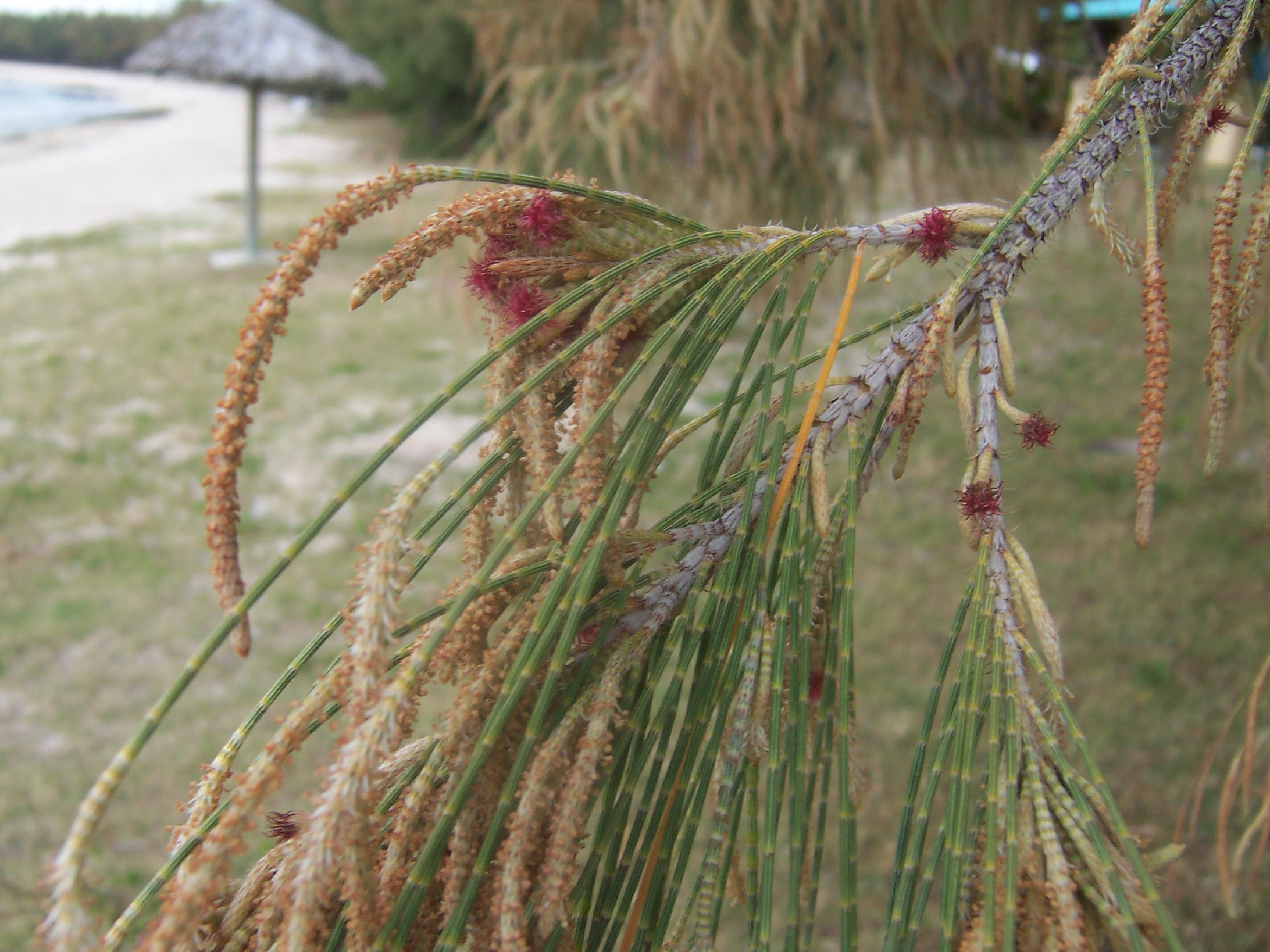
Ramillas con hojas escuamiformes verticiladas, inflorescencias espiciformes péndulas masculinas y capituliformes femeninas en una especie monoica, Casuarina equisetifolia.

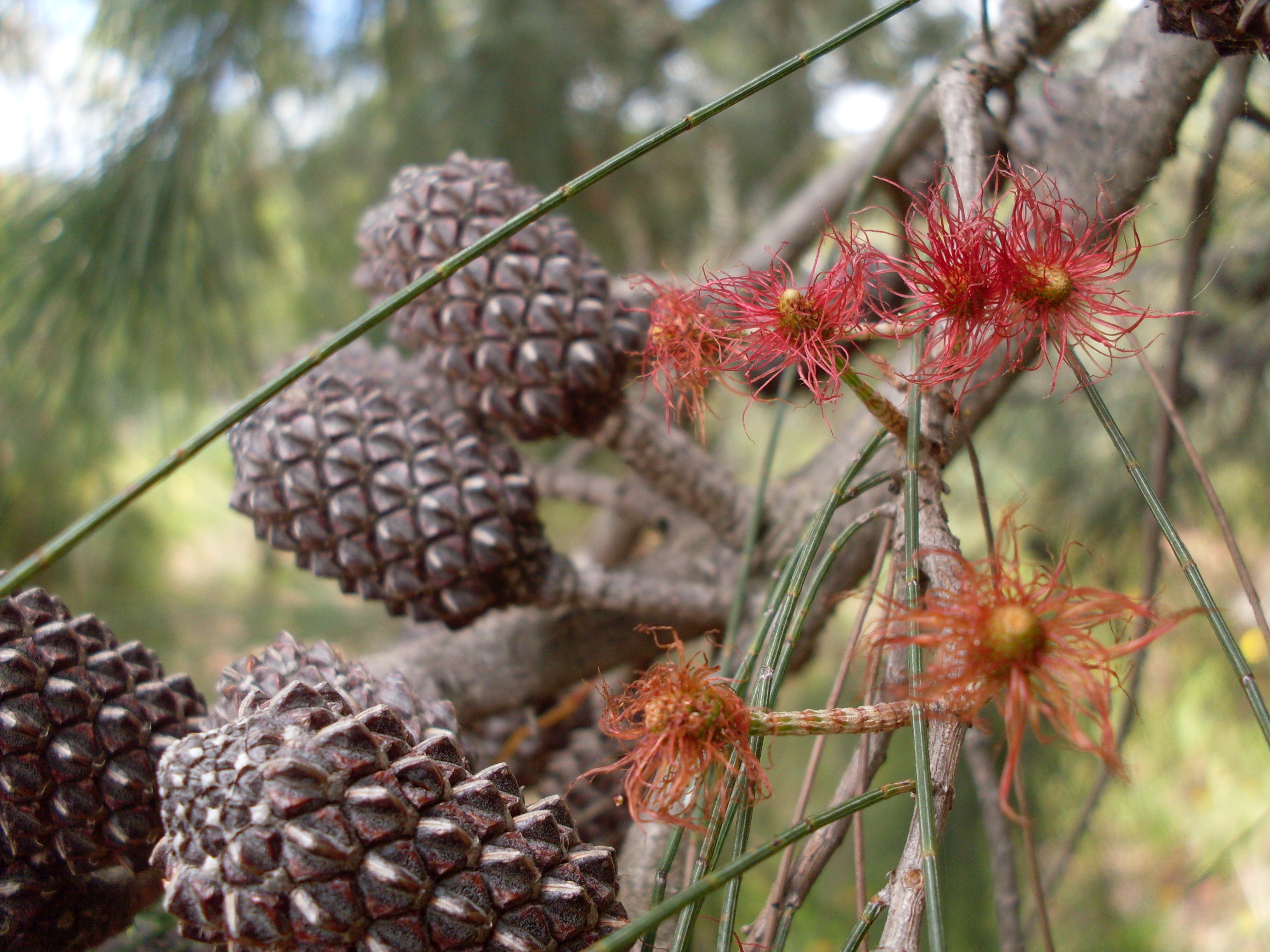
Un ejemplo de flores femeninas y seudo-conos en Allocasuarina distyla.

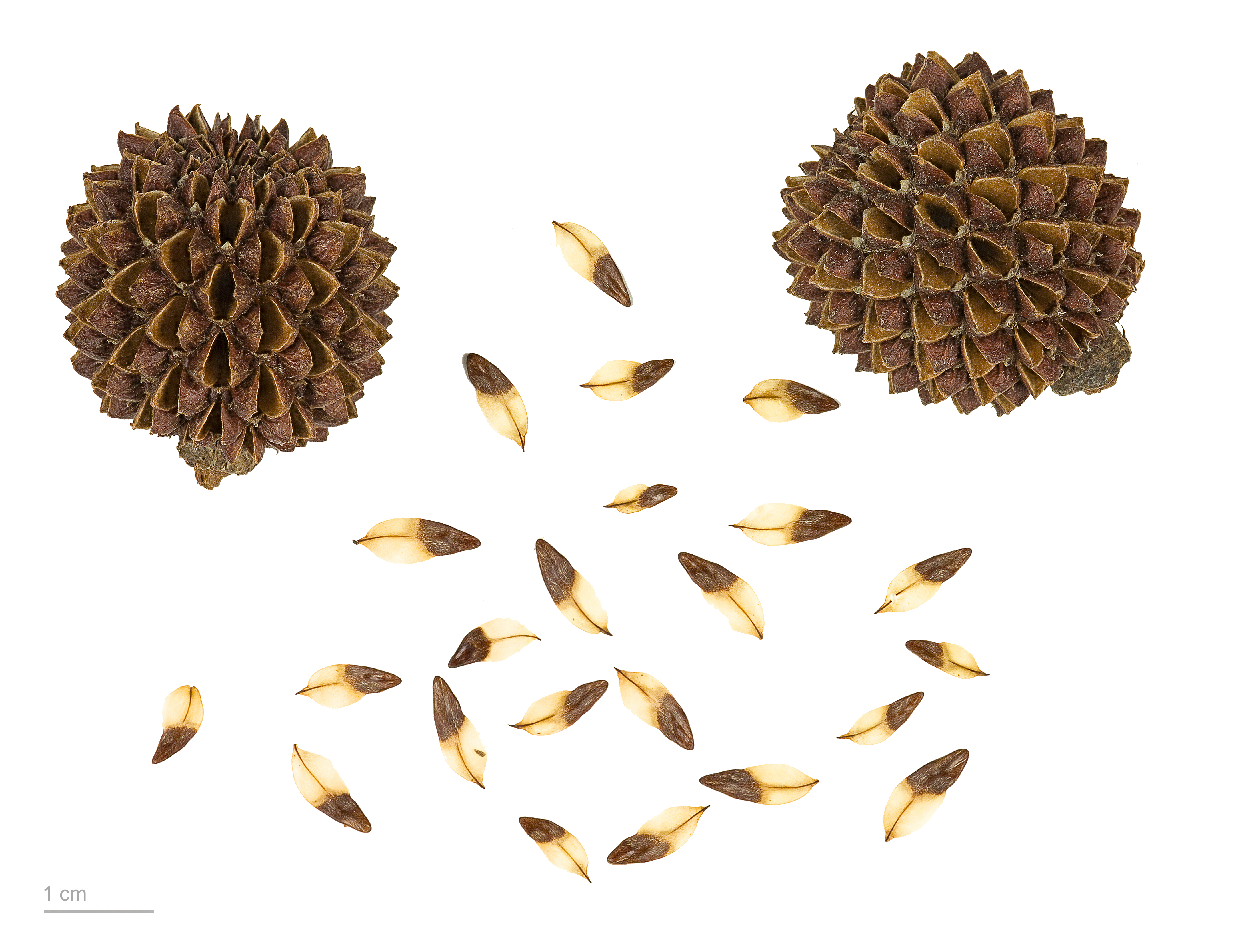
Seudo-conos maduros post apertura de las bracteólas y frutos samaroides de una Casuarina.

Las casuarináceas (Casuarinaceae) es una familia del orden Fagales que comprende 4 géneros y unas 90 especies aceptadas de árboles y arbustos tropicales y subtropicales de morfología muy singular dentro de las Angiospermas.
Son plantas actinoricicas que fijan el nitrógeno por simbiosis con bacterias filamentosas (Frankia).

## Características
Son plantas leñosas, arbóreas o arbustivas, siempreverdes -refiriéndose a los artículos clorofílicos de las ramillas, no a las hojas-, monoicas o dioicas (incluso un mismo género puede tener especies monoicas y otras dioicas), con ramillas jóvenes delgadas estriadas, equisetiformes, articuladas, clorofílicas, y hojas inconspicuas, marcescentes o no, escuamiformes, en verticilos que delimitan cada artículo y que, a primera vista y para los neofitas -y menos neofitas-, se asemejan curiosamente a las Gimnospermas. Las flores son muy simplificadas, pero su desarrollo es muy complejo; están dispuestas en inflorescencias espiciformes las masculinas, o capituliformes las femeninas, en verticilos alternando con filas de brácteas escuamiformes; las masculinas con 4 bractéolas –las internas interpretadas a veces como sépalos–, y un solo estambre de antera basifija bilocular y las femeninas sin perianto, con un pistilo bífido rojizo y un gineceo bicarpelar con solo uno de los carpelos -que están fusionados- fértil. Las infrutescencias son coniformes, compuestas por numerosos frutos individuales samaroides rodeados por las 2 bractéolas escamosas lignificadas, tuberculadas o no, muy acrescentes y que se abren ampliamente cuando maduran para liberar dichos frutos que contienen una única semilla cada uno.

## Distribución
La familia es nativa del Viejo Mundo, los trópicos indo-malasios, Australia y las islas del Pacífico hasta Colombo y Madagascar. Una cuantas de sus especies son ampliamente naturalizadas y cultivadas como ornamental en todo el mundo tropical, subtropical y templado.

## Nombres comunes
El nombre común más usado para las especies de Casuarinaceae es roble hembra (sheoak or she-oak). Otros nombres incluyen  palo hierro (ironwood), roble toro (bull-oak or buloke), y palo res (beefwood).

## Taxonomía
La familia fue descrita por Robert Brown y publicado en A Voyage to Terra Australis, vol. 2, p. 571, 1814. El género tipo es: Casuarina.